# Oxalis hyalotricha
Oxalis hyalotricha är en harsyreväxtart. Oxalis hyalotricha ingår i släktet oxalisar, och familjen harsyreväxter.

## Underarter
Arten delas in i följande underarter:
- O. h. borealis
- O. h. hyalotricha